# Liberbank
Liberbank est une banque espagnole créée en 2011 lors de la crise économique espagnole. Son siège social est situé à Madrid. Elle compte environ 4 000 salariés, avec 868 agences et près d'1,8 million de clients.

## Histoire
Elle est issue en tant que système institutionnel de protection, de la fusion en mai 2011 des caisses CajAstur, Caja Castilla-La Mancha, Caja de Extremadura et Caja Cantabria.
Si les premières années, lors de la crise économique espagnole, elle n'opère pas en marque propre, à partir de 2016, la banque met en place la marque Liberbank dans toutes ses agences. 
À la suite des difficultés de Banco Popular en juin 2017, l'action Liberbank est fortement attaqué en bourse, ce qui a obligé l'intervention des autorités de marché européenne et espagnole. 
En décembre 2020, Unicaja annonce sa fusion avec Liberbank, ce qui évalue la capitalisation de cette dernière à 763 millions d'euros. Les actionnaires d'Unicaja auront 59,5 % du nouvel ensemble qui gérera 110 milliards d'euros d'actifs.